# Véga (femme de lettres)
Pour les articles homonymes, voir Véga (homonymie).
Véga, née Marguerite Alice de Wegmann le 20 octobre 1863 dans le 9e arrondissement de Paris , et morte le 27 décembre 1950 dans le 8e arrondissement de  Paris est une femme de lettres et poétesse française.

## Biographie
Son nom de plume est Véga (et non Alice Véga comme le mentionnent certaines sources modernes).
Marguerite Alice de Wegmann se marie en février 1898, à l'historien Armand de Visme (1855-1928). Le couple perd ses deux fils à la guerre  et fait éditer le carnet de route de Jacques de Visme, lieutenant au 8e dragons, capitaine de mitrailleurs au 146e d'infanterie, 1914-1916.
C'est avec son beau-frère Armand Lods (époux de sa sœur Emma de Wegmann) qu'elle écrit André Gill : sa vie, bibliographie de ses œuvres. 
Elle est l'un des membres fondateurs de la Société historique et archéologique de Pontoise et du Vexin. On retrouve les noms de Lods, Wegmann, Véga dans un des prix de l'Académie française : le Prix Véga-et-Lods-de-Wegmann.
Pour l'écrivaine Marie de Heredia, alias Gérard d'Houville, Véga était une « femme et poète de la qualité la plus rare et la plus délicate ».

## Œuvres
- André Gill : sa vie, bibliographie de ses œuvres par Armand Lods et Véga ; avec portrait par Émile Cohl et caricatures inédites d'André Gill Léon Vanier, libraire-éditeur, 1887. Lire en ligne
- Légendes et Chansons, poésies Alphonse Lemerre 1898
- La Mère d’un grand homme d'État, Madame Guizot, Hachette, 1901 (lire en ligne [PDF])
- Le jardin des Hespérides, poésies A. Lemerre 1903
- L’ombre des oliviers, poésies A. Lemerre, 1909.
- (en collaboration avec Mahmoud Saba) Au pays de la lumière, notes et impressions d’un voyage en Syrie, en Galilée et à Jérusalem, American University in Cairo, Librairie Fishbacher, 1912
- Les mots étrangers dans l’œuvre poétique de Henri Heine, thèse complémentaire, Lille, 1920[11]
- Les présences invisibles, préface de Georges Goyau Perrin, 1923
Prix Sobrier-Arnould de l’Académie française 1924
- Henri Heine, peint par lui-même et par les autres, Paris, Perrin, 1936
Prix Bordin de l’Académie française
- L'Académie française lui a aussi décerné en 1927 le grand prix de poésie, proclamé en la séance solennelle du 22 décembre, pour le poème consacré par elle à la mort héroïque du lieutenant de Contamine de Latour, tombé au champ d'honneur au Maroc, en 1925[12].